# Charlotte Armstrong (rose)
'Charlotte Armstrong' est un cultivar de rosier obtenu en Californie en 1940 par le rosiériste américain Lammerts.

## Description
'Charlotte Armstrong' est une rose moderne du groupe hybride de thé grandiflora, issue du croisement 'Sœur Thérèse' × 'Crimson Glory'. 
Le buisson a un port érigé et peut s'élever à 130 cm de hauteur. Son feuillage est vert foncé et brillant. Ses fleurs très doubles en forme de coupe sont d'un rose profond et fortement parfumées et possèdent de 26 à 40 pétales. La floraison est remontante. 
Sa zone de rusticité est 6b ; il s'agit d'un rosier vigoureux, aussi bien adapté au jardin qu'à la fleur à couper. Il faut ôter les fleurs fanées pour favoriser la floraison suivante.

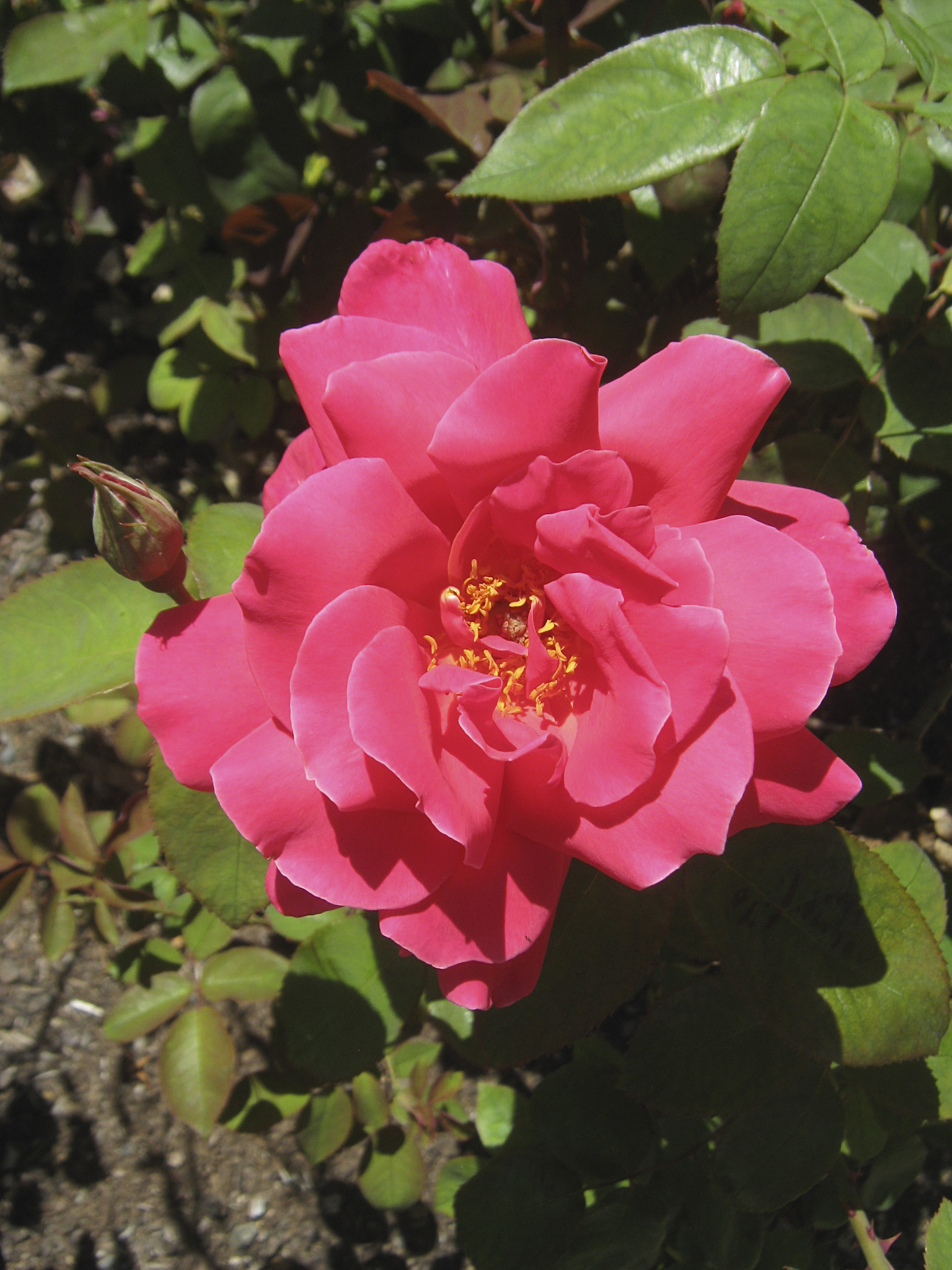
Rose 'Charlotte Armstrong' épanouie.

## Distinctions
- All-America Rose Selections 1941
- David Fuerstenberg Prize 1941
- John Cook Medal 1941
- Portland Gold Medal 1941
- Gertrude M. Hubbard Gold Medal 1945
- RNRS Gold Medal 1950

## Variétés dérivées
Les qualités exceptionnelles de 'Charlotte Armstrong' en ont fait l'ascendant de nombreux hybrides, parmi lesquels
- 'Sutter's Gold' (Swim 1950), issu d'un croisement avec 'Signora'.
- 'First Love' (Swim 1951), issu d'un croisement avec 'Showgirl'.
- 'Chrysler Imperial' (Lammerts 1952), issu d'un croisement avec 'Mirandy'.
- 'Dean Collins', (Lammerts 1953), issu d'un croisement avec 'Floradora'.
- 'Queen Elizabeth' (Lammerts 1954), issu d'un croisement avec 'Floradora'.
- 'Tiffany' (Lindquist 1954), issu d'un croisement avec 'Girona' (Dot).
- 'El Capitan' (Swim 1959), issu d'un croisement avec 'Floradora'.
- 'Garden Party' (Swim 1959), issu d'un croisement avec 'Madame Antoine Meilland' (Meilland 1945).
- 'John S. Armstrong' (Swim 1961), issu d'un croisement avec 'Charlotte Armstrong' et des semis non révélés.